# Людвіпольська волость
18 березня 1921 року Західна Волинь відійшла до складу Польщі. Волость продовжувала існувати як ґміна Людвіполь Рівненського повіту Волинського воєводства.
1 січня 1925 року ґміну вилучено з Рівненського повіту і включено до новоутвореного Костопільського.
Польською окупаційною владою на території ґміни інтенсивно велася державна програма будівництва польських колоній і заселення поляками. На 1936 рік ґміна складалася з 72 громад:
1. Адамівка — село: Адамівка;
2. Альфредівка — колонія: Альфредівка;
3. Антолін — колонія: Антолін та хутір: Стужне;
4. Березина — колонія: Березина та хутір: Боролівка;
5. Березняки — колонія: Березняки;
6. Більчаки — село: Більчаки та хутір: Качани;
7. Більчаківська — колонія: Більчаківська;
8. Браніславка — колонія: Браніславка;
9. Будки-Кудрянські — колонія: Будки-Кудрянські;
10. Будки-Устянські — колонія: Будки-Устянські;
11. Бистричі — село: Бистричі;
12. Бистричі — військове селище: Бистричі;
13. Хмелівка — село: Хмелівка, урочище: Катарави та хутори: Вороб'ївка і Видумка;
14. Хотинь — село: Хотинь;
15. Холопи — село: Холопи та колонія: Мінятин;
16. Хвоянка — колонія: Хвоянка та хутір: Мокре;
17. Дерманка — колонія: Дерманка та хутір: Гранне;
18. Друхова — село: Друхова та колонія: Маркелівка;
19. Франкопіль — село: Франкопіль;
20. Гранне — колонія: Гранне;
21. Гірна — колонія: Гірна;
22. Глушків — колонія: Глушків;
23. Глибочок — село: Глибочок;
24. Городище — колонія: Городище;
25. Грушівка — село: Грушівка;
26. Гурби — колонія: Гурби;
27. Губків — село: Губків;
28. Гута-Бистрецька — село: Гута-Бистрецька;
29. Гута-Корецька — колонія: Гута-Корецька та урочище: Кореське;
30. Гута-Грушівська — село: Гута-Грушівська;
31. Гута-Нова — колонія: Гута-Нова та урочища: Маркова-Нива, Поміри й Количів;
32. Гута-Стара — село: Гута-Стара;
33. Яцьковичі — село: Яцьковичі;
34. Янівка — колонія: Янівка;
35. Якубівка-Мала — колонія: Якубівка-Мала;
36. Якубівка-Велика — колонія: Якубівка-Велика;
37. Озірці — село: Озірці;
38. Кам'янка — колонія: Кам'янка;
39. Козярник-Холопський — колонія: Козярник-Холопський;
40. Козярник-Хотиньський — колонія: Козярник-Хотиньський;
41. Кудрянка — колонія: Кудрянка;
42. Лівачі — село: Лівачі;
43. Людвипіль — місто: Людвипіль;
44. Максимільянівка — колонія: Максимільянівка та урочище: Довга-Нива;
45. Маринин — село: Маринин та колонія: Майдан-Моквинський;
46. Марульчин — колонія: Марульчин;
47. Мочулянка — колонія: Мочулянка;
48. Медведівка — село: Медведівка та лісничівка: Перекопи;
49. Морозівка — село: Морозівка;
50. Мокре — колонія: Мокре;
51. Мишакова — село: Мишакова та колонії: Березівка і Спалений-Млинок;
52. Немілія — колонія: Немілія та урочища: Білий-Берег, Борок, Трубинськ і Вичимир;
53. Новини — колонії: Новини, Млинок і Пасіки;
54. Пересіки — колонії: Пересіки й Онинь;
55. Переритка — колонія: Переритка;
56. Погорілівка — село: Погорілівка;
57. Підралівка — колонія: Підралівка;
58. Пром — колонія: Пром;
59. Рудня-Поташня — село: Рудня-Поташня;
60. Рудня-Погорілівська — колонія: Рудня-Погорілівська;
61. Рудня-Стрий — колонія: Рудня-Стрий;
62. Сівки — село: Сівки;
63. Великі-Селища — село: Великі Селища, фільварок: Глинище, колонія: Папірня та лісничівка: Куринь;
64. Велика-Совпа — село: Велика-Совпа та урочище: Рудня-Солпенська;
65. Солом'як — колонія: Солом'як;
66. Шопи — колонія: Шопи та урочище: Астраханка;
67. Устя — село: Устя та урочище: Наказів;
68. Вілля — село: Вілля;
69. Воронівка — село: Воронівка, урочище: Кабардин та колонія: Рипло;
70. Вілька-Холопська — село: Вілька-Холопська та урочище: Корнелин;
71. Застав'я — колонії: Застав'я, Глибочанка і Юзефівка;
72. Заволочі — колонія: Заволочі.

Після радянської анексії західноукраїнських земель ґміни ліквідовані у зв'язку з утворенням Соснівського району.